# Ben Croshaw

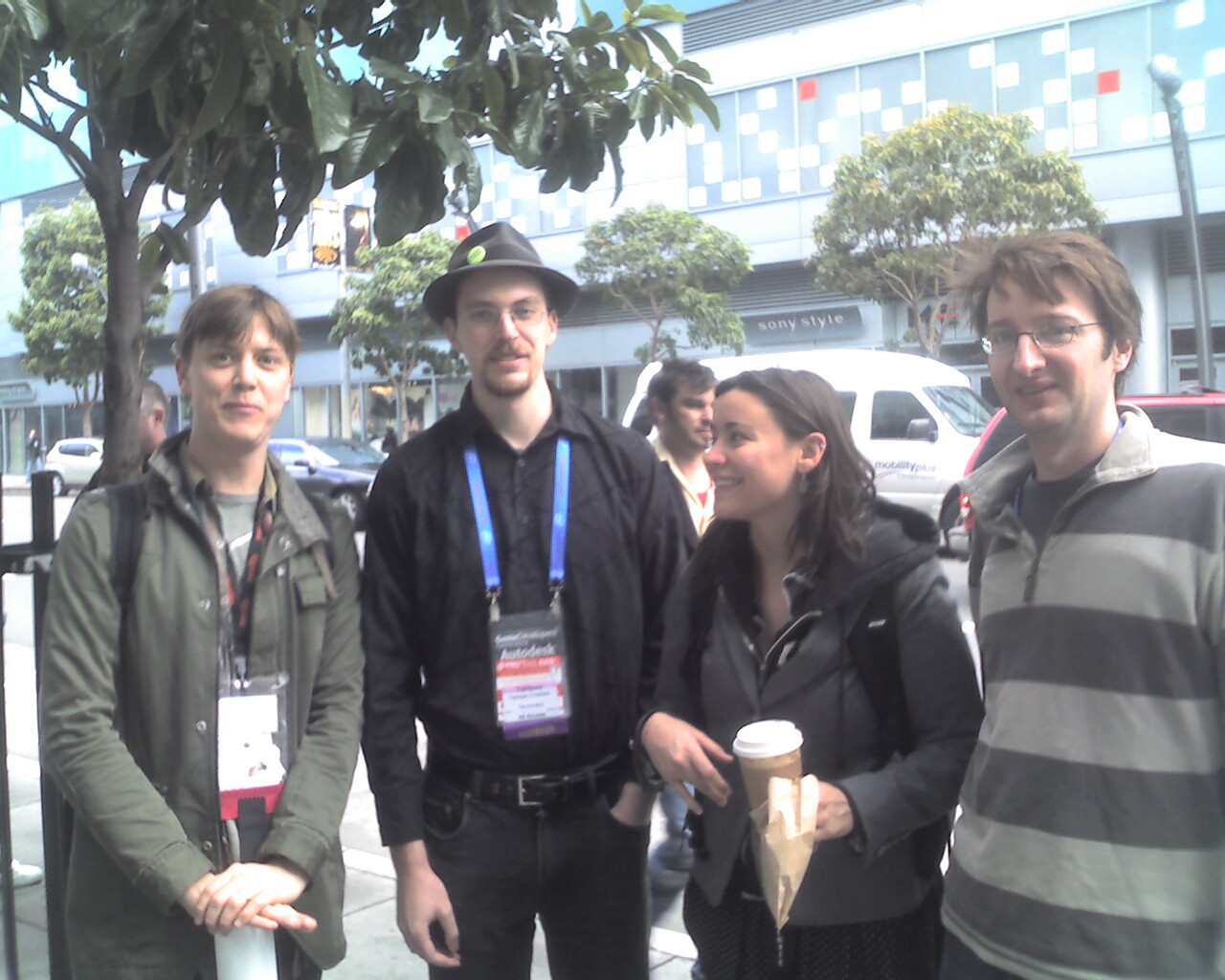
Ben Croshaw

Ben "Yahtzee" Croshaw. född den 24 maj 1983 i Rugby, Warwickshire, England, är en engelsk speldesigner- och journalist. Croshaw, som bor i Brisbane, Australien, skriver för den australiska tidskriften Hyper och har även en spalt i den amerikanska upplagan av PC Gamer. Han är mest känd för sina videorecensioner av spel han publicerar på escapistmagazine.com, Zero Punctuation, som uppdateras varje vecka. 
Croshaw designar också egna spel. Hans mest kända spelserie är The Chzo Mythos, en skräckspelsserie i 4 delar, bestående av spelen 5 Days a Stranger, 7 Days a Sceptic, Trilby's Notes och 6 Days a Sacrifice. Till det sista spelet, 6 Days a Sacrifice, designade han tre prologer i form av interaktiva textäventyr. De finns, tillsammans med hans andra spel, för gratis nedladdning på fullyramblomatic.com, som är Croshaws egen webbplats.
I augusti 2010 släppte Ben "Yahtzee" Croshaw sin första bok, Mogworld. Boken har en datorspelsrelaterad handling som kretsar runt MMORPG-karaktären Jim.
Croshaw är också en av grundarna till The Mana Bar, en bar med TV- och datorspelstema, som invigdes 20 mars 2010 i Brisbane. 16 juli 2011 öppnade The Mana Bar även i Melbourne, och fler planer finns på att expandera till Sydney, USA och Europa.